# Brogueira
Brogueira era una freguesia portuguesa del municipio de Torres Novas, distrito de Santarém.

## Historia
Fue suprimida el 28 de enero de 2013, en aplicación de una resolución de la Asamblea de la República portuguesa promulgada el 16 de enero de 2013 al unirse con las freguesias de Alcorochel y Parceiros de Igreja, formando la nueva freguesia de Brogueira, Parceiros de Igreja e Alcorochel.